# Liste der Kulturdenkmale in Reinfeld (Holstein)
In der Liste der Kulturdenkmale in Reinfeld (Holstein) sind alle Kulturdenkmale der schleswig-holsteinischen Stadt Reinfeld (Holstein) (Kreis Stormarn) aufgelistet (Stand: 10. März 2025).

## Legende
In den Spalten befinden sich folgende Informationen:
- Objekt-ID: die Nummer des Kulturdenkmales
- Lage: die Adresse des Kulturdenkmales und die geographischen Koordinaten. Kartenansicht, um Koordinaten zu setzen. In der Kartenansicht sind Kulturdenkmale ohne Koordinaten mit einem roten Marker dargestellt und können in der Karte gesetzt werden. Kulturdenkmale ohne Bild sind mit einem blauen Marker gekennzeichnet, Kulturdenkmale mit Bild mit einem grünen Marker.
- Offizielle Bezeichnung: Bezeichnung des Kulturdenkmales
- Beschreibung: die Beschreibung des Kulturdenkmales
- Bild: ein Bild des Kulturdenkmales

## Sachgesamtheiten
| Objekt-ID      | Lage                                                      | Offizielle Bezeichnung   | Beschreibung | Bild                             |
| -------------- | --------------------------------------------------------- | ------------------------ | --- | -------------------------------- |
| 41133 Wikidata | Paul-von-Schoenaich-Straße (53° 49′ 52″ N, 10° 29′ 14″ O) | Matthias-Claudius-Kirche | Aktualisierung vorgesehen - Begründung: geschichtlich, künstlerisch, städtebaulich, Kulturlandschaft prägend - Schutzumfang: Matthias-Claudius-Kirche mit Ausstattung, Kirchhof, Grabmale bis 1870, Lindenkranz | weitere Fotos \| Fotos hochladen |

## Bauliche Anlagen
| Objekt-ID      | Lage                                                         | Offizielle Bezeichnung                   | Beschreibung | Bild                             |
| -------------- | ------------------------------------------------------------ | ---------------------------------------- | --- | -------------------------------- |
| 7287 Wikidata  | An der B 75 (53° 49′ 21″ N, 10° 28′ 51″ O)                   | Meilenstein                              | Halbmeilenstein der Altona-Lübecker Chaussee (B 75). Entfernung nach Altona 7½ Meilen (ca. 56 km), nach Lübeck 2 Meilen (ca. 15 km). Auf der Vorderseite eingemeißeltes Königsmonogramm Christian VIII., Entfernungsangabe ½ M(eile) und Jahreszahl 1840. Alteintragung (Aktualisierung vorgesehen) - Begründung: geschichtlich, wissenschaftlich, Kulturlandschaft prägend - Schutzumfang: gesamtes Objekt - Denkmaltyp: Bauliche Anlage | Fotos hochladen                  |
| 41136 Wikidata | Hamburger Chaussee (53° 49′ 18″ N, 10° 28′ 23″ O)            | Granitquaderbrücke                       | Granitquaderbrücke; 1836; einjochige Steinbogenbrücke aus Granitquadern im Verlauf der Lübeck-Altonaer Chaussee - Begründung: geschichtlich, technisch, Kulturlandschaft prägend - Schutzumfang: gesamtes Objekt - Denkmaltyp: Bauliche Anlage | BW                               |
| 5165 Wikidata  | Matthias-Claudius-Straße 4 (53° 49′ 56″ N, 10° 28′ 52″ O)    | Pastorat                                 | Alteintragung (Aktualisierung vorgesehen) - Begründung: geschichtlich, städtebaulich - Schutzumfang: Alteintragung (Aktualisierung vorgesehen) - Denkmaltyp: Bauliche Anlage | Fotos hochladen                  |
| 3605 Wikidata  | Matthias-Claudius-Straße 35 (53° 49′ 55″ N, 10° 28′ 46″ O)   | Forstamt (ehemaliges Amtshaus)           | Alteintragung (Aktualisierung vorgesehen) - Begründung: Alteintragung (Aktualisierung vorgesehen) - Schutzumfang: Alteintragung (Aktualisierung vorgesehen) - Denkmaltyp: Bauliche Anlage | Fotos hochladen                  |
| 11316 Wikidata | Matthias-Claudius-Straße 35 (53° 49′ 55″ N, 10° 28′ 48″ O)   | Kutscherhaus                             | Alteintragung (Aktualisierung vorgesehen) - Begründung: geschichtlich, wissenschaftlich - Schutzumfang: Alteintragung (Aktualisierung vorgesehen) - Denkmaltyp: Bauliche Anlage | BW                               |
| 3606 Wikidata  | Paul-von-Schoenaich-Straße 14 (53° 49′ 49″ N, 10° 29′ 11″ O) | Rathaus                                  | Alteintragung (Aktualisierung vorgesehen) - Begründung: Alteintragung (Aktualisierung vorgesehen) - Schutzumfang: Alteintragung (Aktualisierung vorgesehen) - Denkmaltyp: Bauliche Anlage | Fotos hochladen                  |
| 3603 Wikidata  | Paul-von-Schoenaich-Straße (53° 49′ 52″ N, 10° 29′ 14″ O)    | Matthias-Claudius-Kirche mit Ausstattung | Alteintragung (Aktualisierung vorgesehen) - Begründung: geschichtlich, künstlerisch, städtebaulich - Schutzumfang: gesamtes Objekt - Denkmaltyp: Bauliche Anlage, Sachgesamtheit: Matthias-Claudius-Kirche | weitere Fotos \| Fotos hochladen |
| 3604 Wikidata  | Steinhöfer Straße (53° 49′ 55″ N, 10° 28′ 41″ O)             | Klostermauer                             | Alteintragung (Aktualisierung vorgesehen) - Begründung: geschichtlich, wissenschaftlich - Schutzumfang: Alteintragung (Aktualisierung vorgesehen) - Denkmaltyp: Bauliche Anlage | Fotos hochladen                  |

## Gründenkmale
| Objekt-ID      | Lage                                                      | Offizielle Bezeichnung | Beschreibung | Bild            |
| -------------- | --------------------------------------------------------- | ---------------------- | --- | --------------- |
| 20797 Wikidata | Paul-von-Schoenaich-Straße (53° 49′ 52″ N, 10° 29′ 15″ O) | Kirchhof               | Alteintragung (Aktualisierung vorgesehen) - Begründung: geschichtlich, Kulturlandschaft prägend - Schutzumfang: Kirchhof, Grabmale bis 1870, Lindenkranz - Denkmaltyp: Gründenkmal, Sachgesamtheit: Matthias-Claudius-Kirche | Fotos hochladen |

## Quelle
- Liste der Kulturdenkmale in Schleswig-Holstein – Kreis Stormarn